# 11/11/11
11/11/11 é um filme de terror americano, produzido pela The Asylum, estúdio especializado em filmes de baixo orçamento. Foi em lançado em 2011 com roteiro e direção de Keith Allan, parodiando o filme homônimo de Darren Lynn Bousman.